# Schneefuß-Paramomaus
Die Schneefuß-Paramomaus (Thomasomys niveipes) ist ein Nagetier in der Gruppe der Neuweltmäuse, das in Kolumbien verbreitet ist. Die Population galt zeitweilig als Synonym der Weichfell-Paramomaus (Thomasomys laniger). Aufgrund eines abweichenden Karyotyps ist sie seit 1993 als Art anerkannt.

## Merkmale
Mit einer Kopf-Rumpf-Länge von 110 bis 135 mm, einer Schwanzlänge von 115 bis 133 mm und einem Gewicht von 26 bis 44 g ist die Art eine mittelgroße Paramomaus. Die Hinterfüße sind 24 bis 30 mm lang und die Länge der Ohren beträgt 17 bis 22 mm. Das Fell hat oberseits eine olivbraune Farbe, während die Unterseite heller ist. Es kann eine orange Schattierung vorhanden sein. Der braune Schwanz ist unterseits undeutlich heller und mit einer weißen Spitze ausgestattet. Die Vibrissen der Schneefuß-Paramomaus reichen etwas hinter die Vorderkante der Ohren, wenn sie nach hinten gebogen werden. Auf der Oberseite sind die Füße silbrig weiß. Der diploide Chromosomensatz enthält 24 Chromosomen (2n=24).

## Verbreitung und Lebensweise
Dieser Wühler lebt in der Ostkordillere in Kolumbien. Er wurde zwischen 2550 und 3500 Meter Höhe in der Landschaft Páramo registriert. Die Art meidet Weiden.
Zur Nahrung zählen junge Blätter und andere grüne Pflanzenteile. Ein trächtiges Weibchen ist aus der Regenzeit im Juli bekannt. Die Exemplare halten sich vorwiegend auf dem Boden auf.

## Gefährdung
Die Umwandlung der Landschaft in Weideflächen stellt eine Bedrohung für den Bestand dar. In Schutzgebieten wird die Schneefuß-Paramomaus häufig angetroffen. Die IUCN listet sie als nicht gefährdet (least concern).